# Chlorameisensäureethylester
Chlorameisensäureethylester (veraltet: Chlorkohlensaures Äthyl) ist eine organisch-chemische Verbindung aus der Stoffgruppe der Chlorameisensäureester (eigentlich korrekterweise Chlorkohlensäureester), die als Zwischenprodukt zur Herstellung verschiedener Kohlensäure-Derivate dient.

## Gewinnung und Darstellung
Chlorameisensäureethylester wird technisch in einem kontinuierlichen Prozess aus Phosgen und wasserfreiem Ethanol bei Temperaturen bis 20 °C hergestellt.
Die Umsetzung kann im Gleich- oder Gegenstrom erfolgen. Beim Gleichstromverfahren wird in Rührkesselreaktoren, Reaktoren mit eingebauter Zerstäuberdüse oder Umlaufreaktoren gearbeitet, wohingegen man für die Gegenstromanordnung in der Regel eine Füllkörperkolonne verwendet, bei der überschüssiges Phosgen zusammen mit gasförmigem Chlorwasserstoff am Kopf der Kolonne austritt und der Chlorameisensäureester im Sumpf angereichert wird.

## Chemische Eigenschaften
Chlorameisensäureethylester gehört zur Gruppe der Chlorameisensäureester, wie auch Chlorameisensäuremethylester, Chlorameisensäure-n-butylester, Chlorameisensäurephenylester und Chlorameisensäurebenzylester. Die Verbindung ist thermisch instabil. Eine DSC-Messung zeigt ab 136 °C eine exotherme Zersetzungsreaktion mit einer Wärmetönung von −344 kJ·kg−1 bzw. −37,3 kJ·mol−1.

## Verwendung
Chlorameisensäureethylester dient als weit verbreitetes Zwischenprodukt bei der Herstellung von Carbonaten und Carbamaten, die in der pharmazeutischen Industrie als Ausgangsstoffe für Synthesen dienen.

## Nomenklatur
Der gebräuchliche Name „Chlorameisensäureethylester“ ist nicht korrekt, da die Verbindung kein Derivat der Ameisensäure, sondern der Kohlensäure (Kohlensäuremonochlorid und Kohlensäuremonoester) ist.

## Sicherheitshinweise
Die Dämpfe von Chlorameisensäureethylester bilden bei Konzentrationen zwischen 3,2 und 27,5 Volumenprozent mit Luft ein explosionsfähiges Gemisch (Flammpunkt 16 °C, Zündtemperatur 450 °C). In Hitze zersetzt sich die Verbindung, wobei Chlorwasserstoff, Phosgen, Chlor und andere giftige Stoffe frei werden können.